# Les uns et les autres
Les uns et les autres (pt: Uns e os Outros; br: Retratos da Vida) é um filme francês, com argumento e realização de Claude Lelouch.

## Sinopse

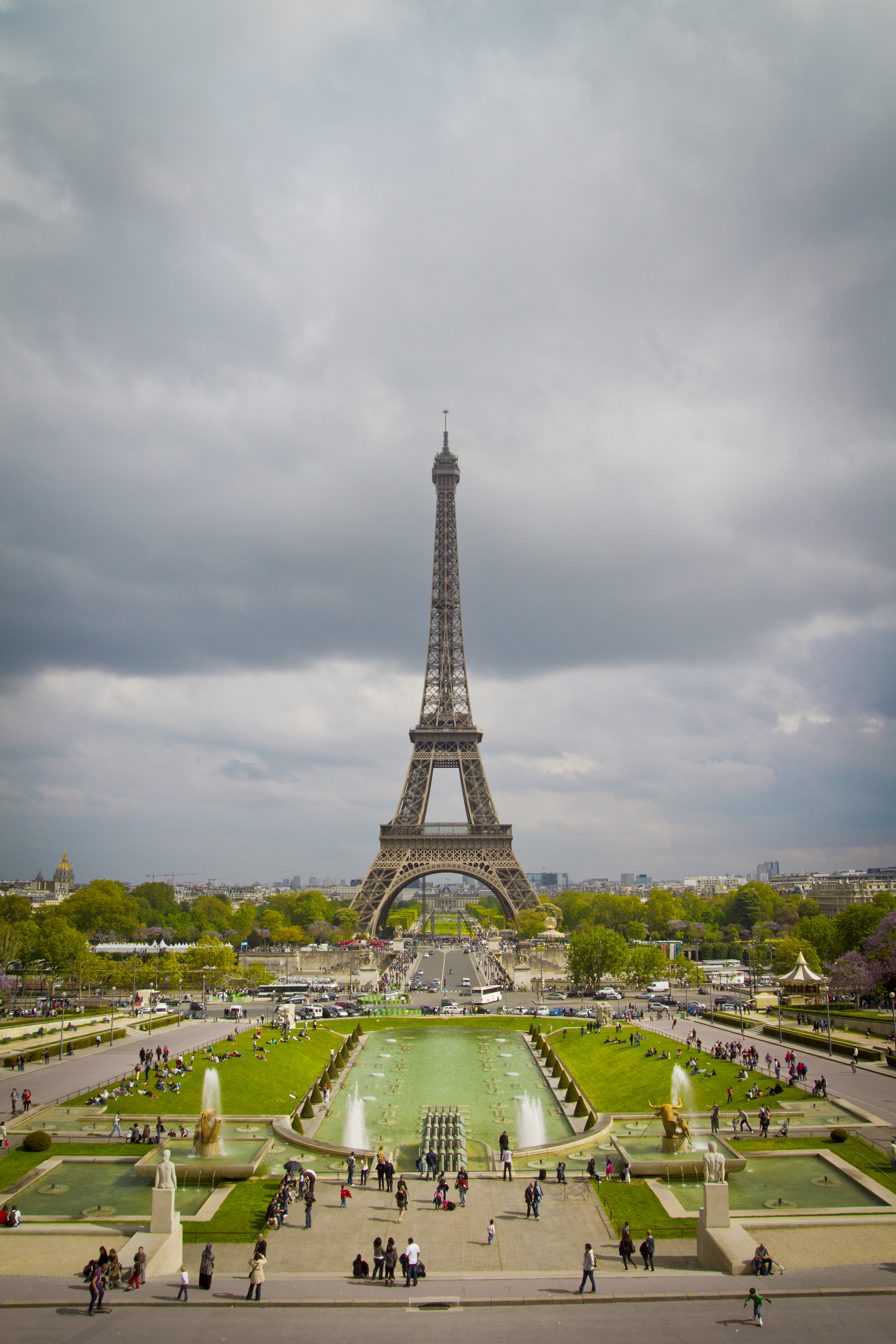
Vista da Torre Eiffel desde o Trocadéro, local de cena icônica do filme.

Enquanto o mundo batalhava entre si durante a Segunda Guerra Mundial, quatro famílias de distintos países - Estados Unidos, França, Alemanha e Rússia - se cruzaram em circunstâncias históricas e se unem através da dança e do drama. Este clássico decalca o Bolero de Ravel, com uma coreografia marcante de Jorge Donn em pleno Trocadéro parisiense. A música tornou-se uma verdadeira febre na época lançada, sendo quase impossível ouvir a música e não associá-la ao filme. Composto de um elenco de extraordinários atores, sob a direção do renomado diretor Claude Lelouch, destacado pela criação de diversas obras primas do cinema de arte, "Retratos da Vida" é, sem dúvida, um dos filmes mais marcantes de sua época e continua encantando plateias do mundo inteiro.

## Enredo

### Prólogo

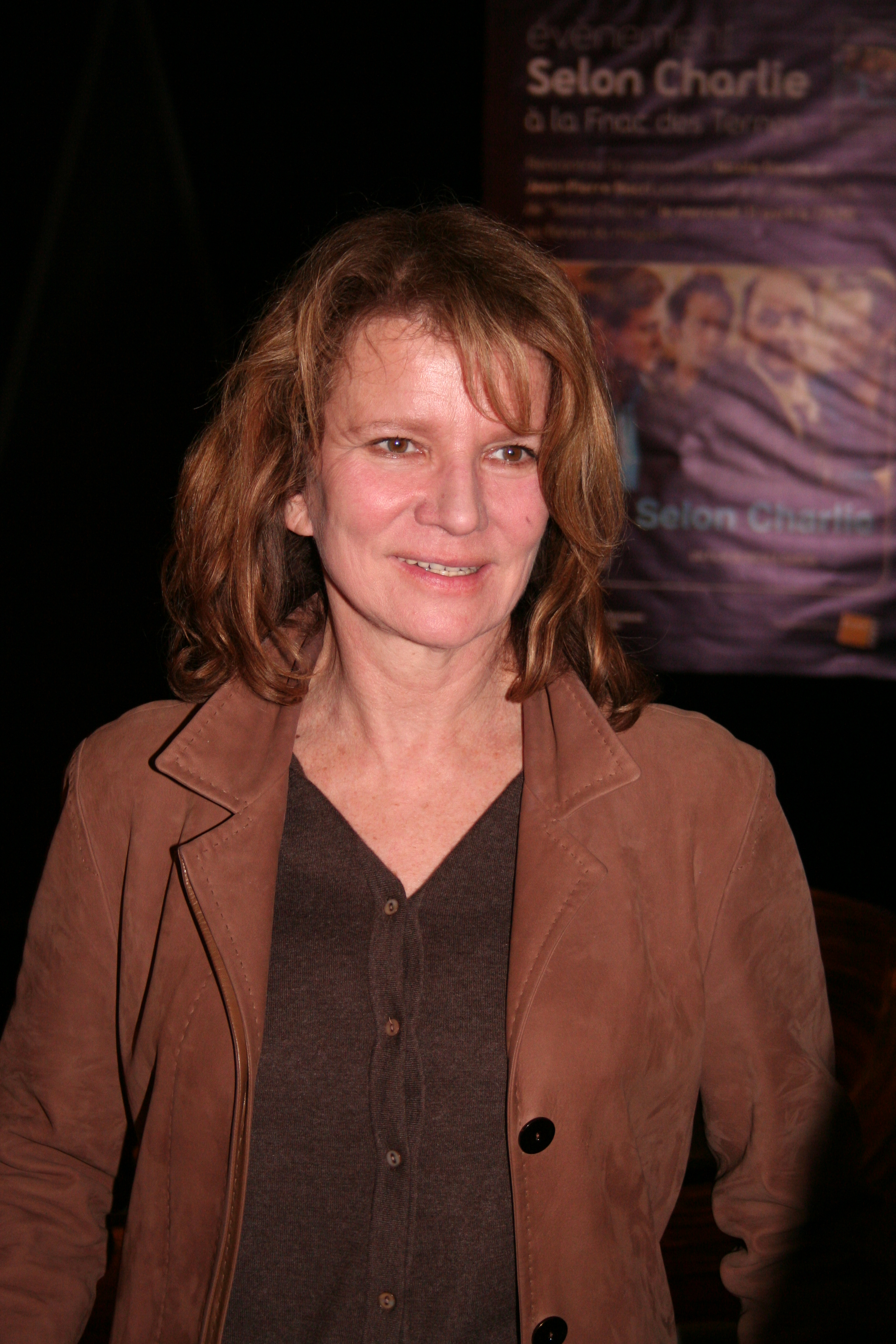
A franco-argelina Nicole Garcia interpreta a violinista francesa Anne Meyer em todas as fases do filme.

O filme começa com citação de Willa Cather, através de letreiros escritos à mão, segundo a qual só há "duas ou três histórias de seres humanos", destinadas a se repetirem "como se nunca houvessem acontecido antes". Em seguida, um número para o Bolero de Ravel é executado por um bailarino (interpretado por Jorge Donn) no Trocadéro, em Paris. Uma narração explicativa esclarece que o filme abordará gente comum e famosos, sendo dedicado "às pessoas cujas vidas" inspiraram as histórias exibidas.

### Anos 30
Em 1936, o comitê do Balé Bolshoi avalia com o Bolero de Ravel as duas finalistas para o posto de bailarina principal da casa. Tatiana (Rita Poelvoorde), mesmo derrotada, encanta o avaliador Boris Itovitch (também interpretado por Jorge Donn), que logo a corteja. De repente, estão casados  e já é 1937 - ano celebrado pelo cabaré parisiense Folies Bergère com um musical de sapateado estrelado pela dançarina Carole, embalado pela orquestra onde Anne (Nicole Garcia) é violinista. 
Em outro canto de Paris, outro número de sapateado, de Gina (Nicole Daresco) e Ginette (Ginette Garcin), anunciadas como veteranas do próprio Folies Bergère, é embalado pela trupe musical liderada pelo pianista Simon Meyer (Robert Hossein) e por um acordeonista cego (interpretado em pontas por Francis Lai, compositor da trilha sonora do filme ). Em uma apresentação seguinte do Folies Bergère, seu próprio pianista desmaia em plena exibição. Não se confirma explicitamente a morte ou incapacidade do músico, mas seu posto fica vago e Simon, dentre diversos candidatos, é aprovado como seu substituto. Ele logo flerta com Anne e, tal como aqueles russos, rapidamente estão casados.
Já em 1938, em Berlim, outro pianista, o introvertido Karl Kremer (Daniel Olbrychski), não contém a euforia à esposa grávida, Magda (Macha Méril), após ser elogiado pessoal e publicamente por Adolf Hitler. Em Nova York, em 1939, o maestro de uma big band, Jack Glenn (James Caan), dedica na transmissão radiofônica de seu show a composição "Sarah" à filhinha de mesmo nome - recém-nascida antes do esperado. Ele também tece diversas brincadeiras afetuosas à esposa Suzanne (Geraldine Chaplin), ainda sob repouso hospitalar, para os risos do público presencial. 
O alegre concerto, porém, acaba amargamente interrompido com o anúncio de declaração de guerra da França e do Reino Unido à Alemanha, em retaliação à invasão da Polônia pelos nazistas.

### Anos 40

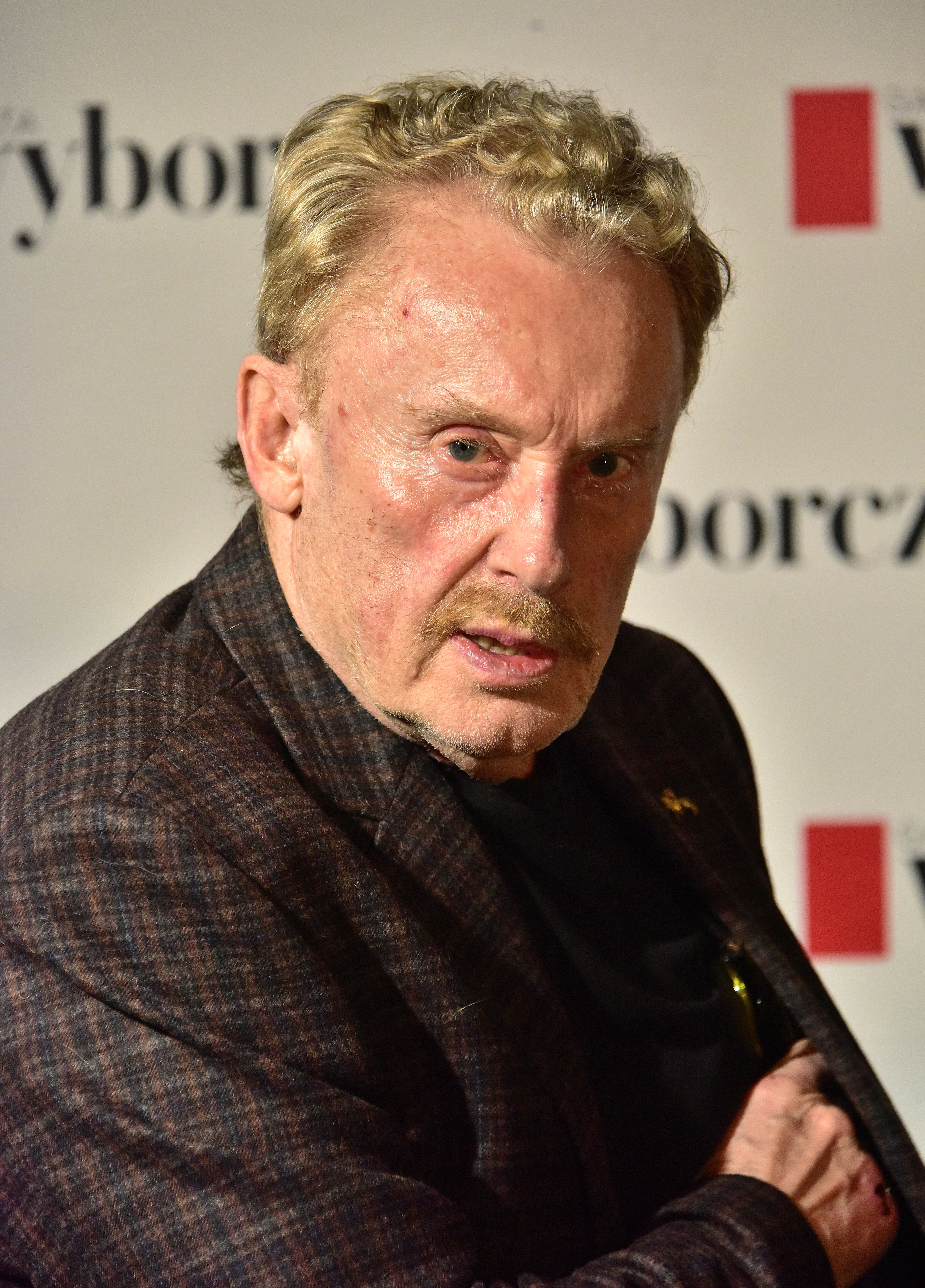
O polonês Daniel Olbrychski interpreta outro personagem de todas as fases, o músico alemão Karl Kremer, supostamente inspirado no maestro austríaco Herbert von Karajan.

A França também já está sob ocupação alemã, para a apreensão do casal Anne e Simon Meyer, que já aguardam um bebê. Karl Kremer é destacado para reger os músicos da Wehrmacht, utilizados pelos invasores como força de apaziguamento e boa convivência entre os dois povos  - "quanto mais se ouve a música, menos se ouve o canhão", ele narra em carta à esposa, que permanece em Berlim com o filho já nascido. Em um de seus números, Karl é cortejado por Évelyne (Évelyne Bouix), que o convida ao cabaré colaboracionista onde cantará pelo réveillon para 1941, intensificando lá as investidas no pianista. Simon e Anne por sua vez perdem o trabalho no Folies Bergère, assim como Carole e maestro Michel (Georges Rabol), todos indesejáveis sob o nazismo; o casal, como judeus, e estes, como afro-descendentes. Os quatro juntam-se às veteranas Gina e Ginette na busca por trabalhos pontuais. A Operação Barbarossa separa o casal Itovitch, já pai de um menininho: Boris é convocado ao Exército Vermelho junto a todo soviético homem entre 16 e 55 anos. 
A história salta para 20 de junho de 1942 na França. A perseguição a judeus inclui fiscalização militar nas escolas buscando garotos circuncidados, fator suficiente para delatar de uma vez a condição judaica de famílias inteiras. Um dos garotos, que declara chamar-se Jean-François Duvivier, reza o Pai Nosso ensinado pela professora Jeanne (Geneviève Mnich) para convencer o oficial da versão dada por esta, a de que precisou ser circuncidado por problemas urinários. Ainda assim, os pais de Jean-François são capturados e o jovem, que pudera ser ocultado dos nazistas com sucesso inicial, desiste do plano e se entrega para juntar-se aos pais no embarque ferroviário a um campo de concentração. Vizinhos dos Duvivier, os Meyer, já com seu bebê nascido, são levados conjuntamente e seus apartamentos, logo ocupados por "puros". 
A despeito dos anúncios de que não haverá separação de famílias e que os campos de trabalhos forçados seriam supervisionados pela Cruz Vermelha, Simon, pessimista, força a esposa a deixarem o filho (mencionado com o nome de David) nos trilhos de Igney-Avricourt, notando em uma rápida pausa noturna da viagem que ainda estão em território francês, aproveitando-se de estarem no vagão final. A despeito do protesto desesperado de Anne, Simon prossegue com o plano, munindo o filhinho com joias da mãe e uma carta explicativa que inclui o endereço familiar original. 

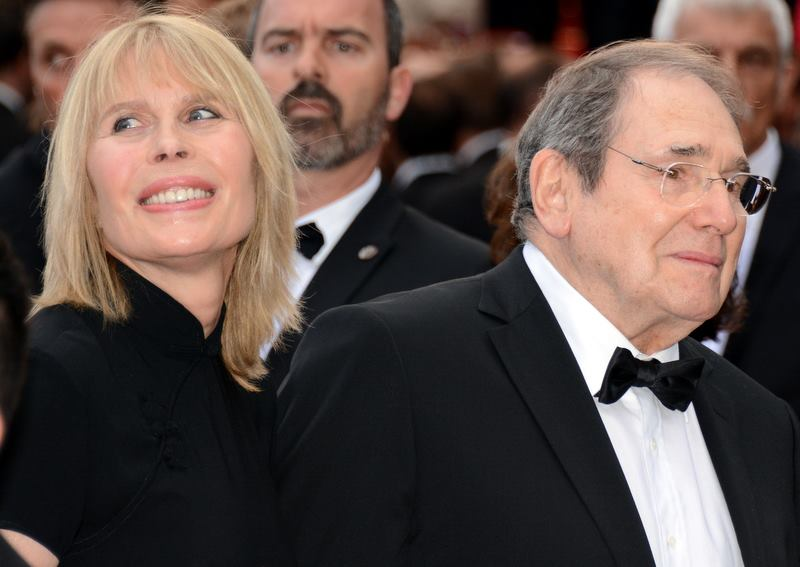
Casados na vida real, os franceses Candice Patou e Robert Hossein aparecem no filme com outros parceiros: ela, como Candice, namorada do personagem Philippe Rouget na juventude. Ele interpreta o pianista Simon Meyer nas primeiras fases e depois o filho deste, o advogado David Meyer/Robert Prat, todos também franceses.

Um certo moço de nome Julien recolhe o bebê na manhã seguinte, mas prefere percorrer diversos quilômetros em bicicleta, deixando o bebê nas portas do padre Antoine (Jean-Pierre Kalfon); não se deixa claro se Julien apropriou-se das joias, destinadas na carta a quem criasse o menino na ausência dos pais. Sem documentos de identidade, o bebê David Meyer é adotado pelo padre e pela irmã deste, Isabelle Prat (Maïa Simon), e crescerá como Robert Prat. Seus pais biológicos são separados à força assim que chegam em campo de concentração não identificado, onde Simon termina morto na câmara de gás. Anne sobrevive, ainda que precisando fazer o papel mórbido de violinista na recepção a novos prisioneiros.
Em Nova York, a música "Sarah" segue sendo um sucesso radiofônico. Boris Itovitch, há um ano na frente oriental, aguarda ansiosamente pela sua licença e compartilha em cartas com Tatiana o seminal poema Espere por Mim, de Konstantin Simonov, mencionado como colega de batalhão. Tatiana também integra os esforços de guerra soviéticos, como dançarina a animar o descanso das tropas. Mas não se reencontram: Boris termina morto na batalha de Stalingrado. Em paralelo, o Exército dos Estados Unidos entra na Segunda Guerra Mundial. Jack Glenn é convocado para, similarmente a Tatiana, animar com sua arte o descanso das próprias tropas, inicialmente na Inglaterra. Dois jovens vizinhos seus, Donald e Robert Jacobson, gêmeos que vivem às turras, também embarcam para lá, mas para treinamento de combate. Após seis meses de treinamento, são mortos em solo francês já na primeira missão como paraquedistas militares.
Jack Glenn e sua banda animam em Paris uma festa de rua que comemora a libertação da França, chegando a celebrar diretamente com o padre Antoine, que havia levado ao evento um já garoto David Meyer/Robert Prat. Também presente na comemoração, Évelyne é desmascarada como colaboradora nazista, sendo obrigada a trilhar procissão pública com cabelos raspados e cartaz onde se rotula como amante de alemães antes de sê-lo de americanos. Raymond  (Raymond Pellegrin), o próprio proprietário do cabaré colaboracionista onde Évelyne cantava, teme ser outro alvo de revanchismo, mas ainda assim se permite comemorar consigo mesmo a libertação.

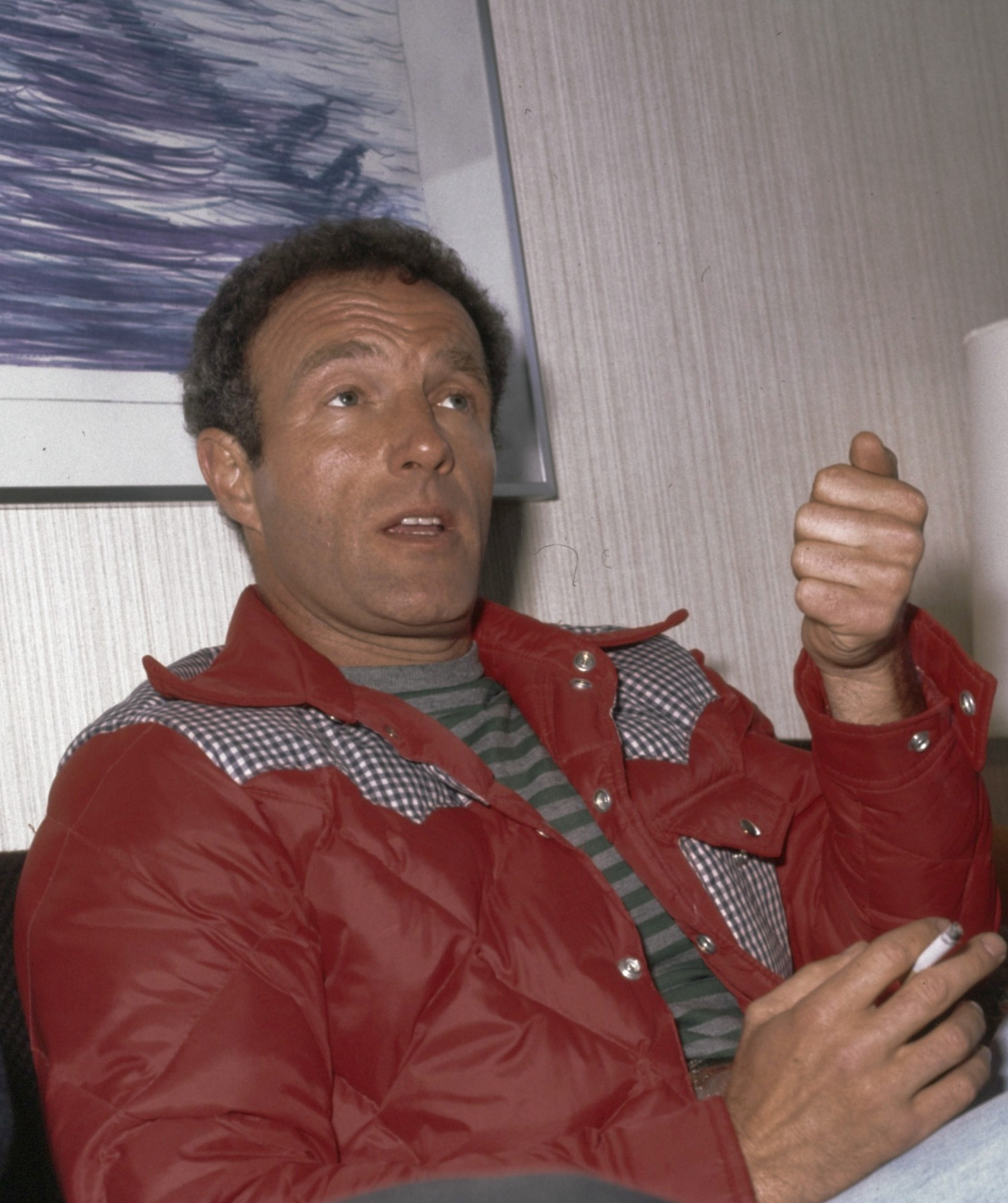
O estadunidense James Caan também interpreta pai e filho, respectivamente o maestro Jack Glenn, supostamente inspirado em Glenn Miller; e o empresário musical Jason Glenn, todos do mesmo país que o ator.

Anne Meyer volta viúva à Paris enquanto Karl Kremer parte para um caminho inverso na mesma estação ferroviária. Ao voltar a Berlim, ele pôde reencontrar a esposa Magda viva e salva nos destroços da casa, mas não o filho. Também presente na estação em Paris, a professora Jeanne se desconsola (ao lado de seu filhinho, alheio ao que ocorre) ao confirmar que seu marido, mencionado como René Garel, pudera fugir de um campo de concentração em março de 1945 - mas fora recapturado e morto dois meses depois, em 6 de maio, antevéspera do Dia da Vitória na Europa. O retorno de Jack Glenn à casa é o único feliz, embora a grandiosa recepção familiar contraste com a amargura do casal Jacobson, vizinhos da frente, já cientes da morte dos dois filhos e que simultaneamente recebem de um enviado militar a informação do cemitério francês onde os jovens foram enterrados.
A narração explicativa então descreve que, com o fim da guerra, Tatiana Itovitch voltou ao Bolshoi, agora para treinar classes infantis. Nelas, matricula seu filho Sergei e passa a conviver com um amigo chamado Alexis (Féodor Atkine). Anne Meyer volta à estação de Igney-Avricourt em busca do filho, mas só consegue a informação positiva de que que ninguém por lá teve notícias de alguma morte de bebê nos trilhos. Posteriormente, em busca de trabalho, ela vai ao Folies Bergère. Ela consegue ter um reencontro feliz com Gina, Ginette, Carole e o maestro Michel, mas todos eles, veteranos, já estão sob aviso prévio. Todos então formam inicialmente uma trupe itinerante de músicos.
Évelyne deu à luz à filhinha de algum alemão e volta para a cidade dos pais (Paul Préboist e Marthe Villalonga), Dijon, para cria-la - pelo gosto materno por Édith Piaf, a bebê se chamará Édith. O narrador informa rapidamente que, sem contar com a compreensão nem dos pais e da cidade, Évelyne se suicidará dali a uma semana. A narração prossegue indicando que "sangue e lágrimas marcariam uma pausa enquanto a esperança, só depois de vinte anos, reapareceria nos anos 60. Os meninos nascidos na época da guerra haviam crescido, homens e mulheres", com os atores de muitos dos personagens das fases até então retratadas passando a interpretar filhos destes ou mesmo netos nas seguintes.

### Anos 60

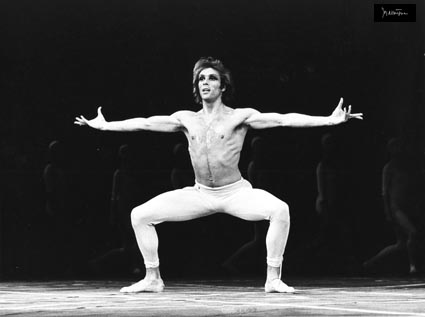
O argentino Jorge Donn, bailarino na vida real, também interpreta pai e filho, russos membros do Balé Bolshoi: Boris Itovitch e Sergei Itovitch, este supostamente inspirado no russo Rudolf Nureyev. Em triste coincidência, tanto a inspiração como o ator faleceriam de complicações da AIDS.

Criada pelos avós maternos, Édith (também interpretada por Évelyne Bouix) embarca para Paris para encontrar o noivo. Divide casualmente no mesmo trem uma cabine com soldados do Exército de Terra Francês que regressam da Guerra da Argélia, dentre eles Robert Prat (também interpretado por Robert Hossein). Ela sorri aos flertes, mas evita maior interação. Robert é recebido pelo padre e irmã deste que o criaram e uma aparente namorada. A cena revela que outro dos soldados, gordo, papado e de longos cabelos cacheados, chamado Jacques (Jacques Villeret), é o filho de René Garel e da professora Jeanne; e que outro, Francis (Francis Huster), é o filho de Raymond, o outrora dono do cabaré colaboracionista, não se escondendo a atração mútua à primeira vista de Francis por Véronique (Fanny Ardant), a jovem namorada do próprio Raymond. Já outro dos soldados, Richard (Richard Bohringer), contudo, se decepciona ao ver que a mãe e o padrasto, cientes da sua chegada mas alcóolatras, preferiram aguarda-lo em um bar sem nenhum aviso. Édith também se desilude, ao não encontrar mais o noivo mesmo após telefonemas. 
Anne Meyer consegue sobreviver como música de festas, ainda que sem o acompanhamento dos amigos - mas sim, em aparente coincidência, do mesmo acordeonista cego que outrora era colega do marido Simon antes de este juntar-se ao Folies Bergère. Periodicamente, ela volta à estação de Igney-Avricourt na esperança de obter mais informações sobre o filho, desenvolvendo amizade próxima com moradores locais. Revelando aos amigos de Folies Bergère sobre a situação, os convence a se mudar para a região, a única onde se sentia capaz de recomeçar a vida.

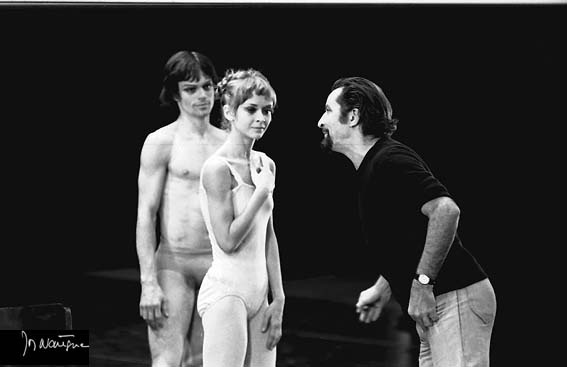
Também bailarina na vida real, a belga Rita Poelvoorde (na imagem, com Maurice Béjart, idealizador da coreografia de Jorge Donn para o Bolero de Ravel executado no filme) interpreta avó e neta, as russas Tatiana Itovitch e Nadia Itovitch, respectivamente.

Jack Glenn e a esposa sofrem um acidente de carro em uma noite chuvosa onde só ele sobrevive, ainda que inicialmente em estado grave. Aspirante a cantora, a filha Sarah Glenn (também interpretada por Geraldine Chaplin), empresariada pelo irmão Jason Glenn (também James Caan), alcança seu maior sucesso com uma triste música em tributo aos pais, que chega a embalar bailes de Robert Prat com seus velhos companheiros de combate na Argélia - em cena que revela tanto que o narrador do filme é Francis, que àquela altura desposara Véronique (para indisfarçável desgosto do Raymond) como também a desonestidade de Richard, flagrado por Raymond ao tentar furtar-lhe dinheiro em plena festa de casamento do amigo. 
Jack Glenn (que segue interpretado por James Caan), embora passe a precisar de uma bengala, eventualmente se recupera do acidente: em menos de um ano após sua tragédia, ele inclusive casa-se novamente, com a canadense Alexandra (Alexandra Stewart), causando um distanciamento por parte do filho Jason. Em visita junto da nova esposa a Paris, recorda-se em detalhes da festa da libertação da França, como sua espirituosa interação com o padre Antoine.
Karl Kremer, bem empresariado pela esposa Magda, tornou-se um respeitado maestro, chegando a esgotar no primeiro dia de vendas os ingressos de sua primeira apresentação em Nova York. Contudo, apenas dois críticos musicais presenciam o espetáculo em um teatro vazio nas demais poltronas. Karl, estoico, rege o concerto procurando agir normalmente, para ao final ser sutil mas contundentemente escrachado como músico supostamente simpático a Adolf Hitler - revelando-se que a comunidade judaica local se empenhara a adquirir todos os ingressos sem nenhum comparecimento para render-lhe o vexame. 
O introvertido Karl, normalmente de poucas declarações, termina convencido por Magda a convocar uma entrevista coletiva para justificar-se: explica que a felicidade pelos cumprimentos do Führer deram-se ainda em sua juventude em 1938, definindo-se como uma vítima da mesma guerra - mencionando que fora prisioneiro, perdera o filho e a casa em um bombardeio e pede que "não confundam todos os alemães com a Gestapo". 

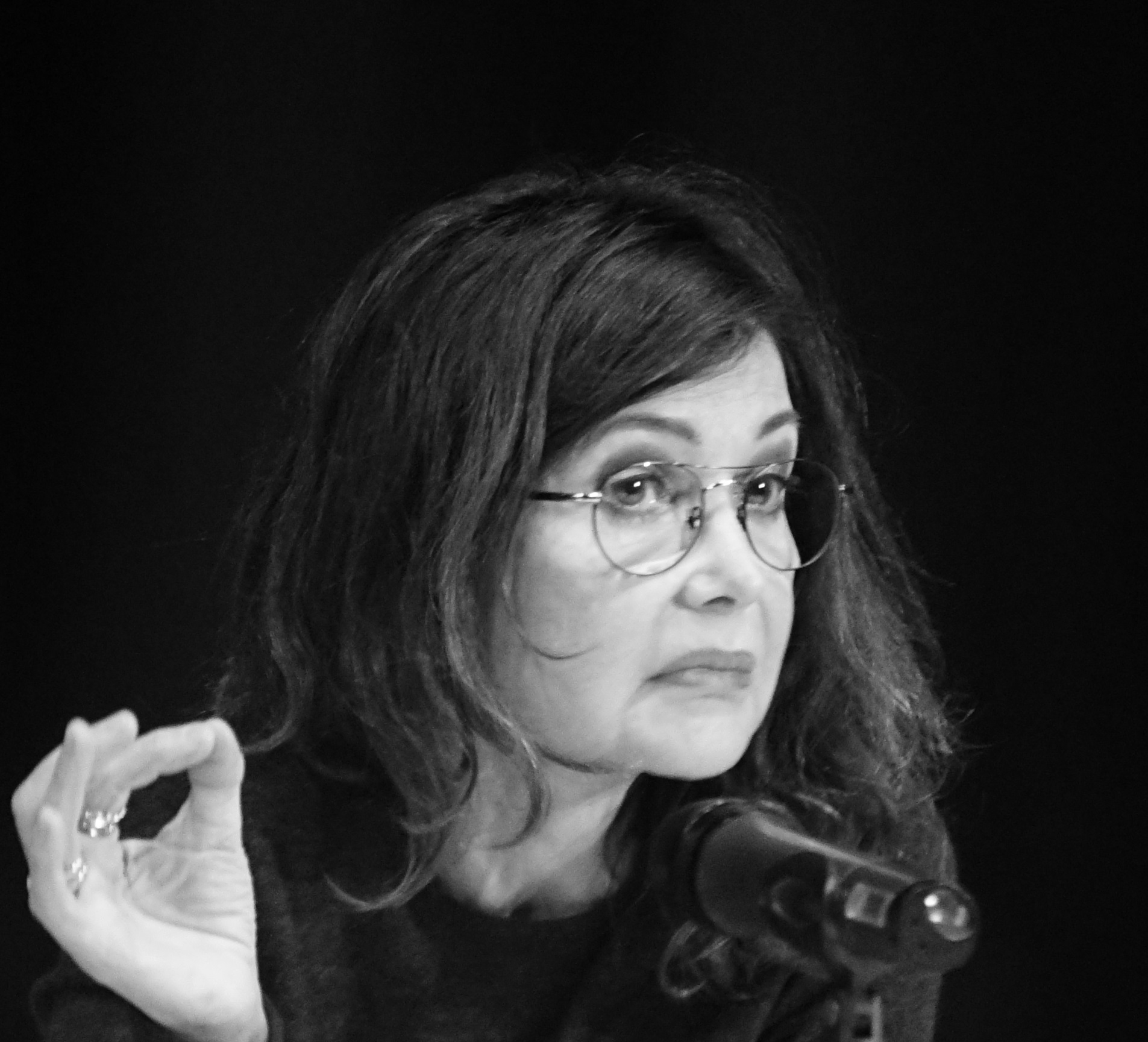
A francesa Évelyne Bouix interpreta mãe e filha também francesas, a cantora Évelyne e a apresentadora Édith, respectivamente.

Sergei Itovitch (Jorge Donn, reprisando o papel com que inicia o filme) tornou-se o principal bailarino do Teatro Bolshoi e um artista internacionalmente aclamado. Mesmo ciente às lágrimas de que dificilmente tornará a ver a mãe, Tatiana, ele aproveita tal condição para deserdar para fora do bloco comunista  (onde sua fuga é justificada por motivos românticos e não políticos pela imprensa estatal) no último instante prévio a um embarque de volta para casa - uma semana após a linha dura soviética destituir Nikita Khrushchov, em 1964, explica-se pela narração.
Mesmo sem reencontrar o noivo, Édith opta por permanecer em Paris, alimentando uma aspiração artística ao arranjar trabalho de servente em uma companhia de dança. Robert Prat, que já tem um filhinho com a namorada Éva (Éva Darlan), casa-se com ela tão logo graduam-se em Direito. Ele também estreita seus laços com os velhos colegas de Argélia, como o pugilista de peso-médio Philippe Rouget (Jean-Claude Bouttier). Todos eles, à exceção do solteiro e desempregado Richard, que se sustenta como um "faz tudo" para os amigos, estão em relações amorosas sólidas - Francis segue com Véronique e Philippe namora Candice (Candice Patou). A luta dele contra o detentor do cinturão nacional da categoria é vista pelo narrador Francis como a sorte simbólica que todos eles apostam para si para o futuro. Philippe é derrotado e há uma nova passagem de tempo.

### Anos 80
Um jovem militar da Marinha Nacional Francesa compõe versos nas folgas. Ele, já com certo sucesso alcançado como cantor após voltar à vida civil, é logo revelado como filho de Robert Prat, Patrick (Manuel Gélin), com quem parece ter uma relação distante.

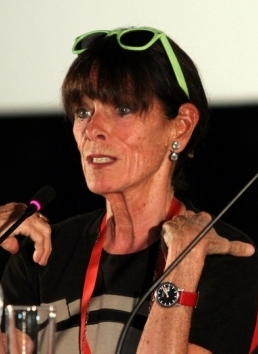
A anglo-estadunidense Geraldine Chaplin também interpreta mãe e filha, respectivamente a francesa Suzanne Glenn e a cantora estadunidense Sarah Glenn, esta supostamente inspirada na cantora francesa Édith Piaf.

Robert e seus antigos amigos seguiram juntos, mas com vidas infelizes, mesmo aqueles que prosperaram financeiramente. Ele chega a recusar-se a defender criminalmente o amigo Richard, que termina preso por algo não revelado, e sente profundos incômodos corporais, embora o exame geral feito pelo amigo Francis (retratado como um médico de difícil acesso) não aponte nenhuma anormalidade física. A esposa Éva, ciente da infidelidade de Robert e insatisfeita com o contínuo sacrifício da vida pessoal dele em prol do sucesso profissional, enfim pede divórcio.  
Philippe Rouget também aparenta ter rompido sua antiga relação com Candice; se tornou um garçom, eventualmente apostando em turfe sob consultoria de Jacques, pois este enriqueceu como um criador de cavalos. Descrito ainda no fim da passagem dos anos 1960 pelo narrador tanto como o mais inteligente do grupo como também como alguém apaixonado sobretudo pelos cavalos, Jacques também amargura um divórcio, conforme depoimento que fornece a uma escritora interessada no relato de veteranos da Guerra da Argélia.
Édith consegue papéis como dançarina, mas não se realiza ainda e tem sua falta de vocação apontada pela artista Nicole Croisille (interpretando a si própria) e impiedosamente até pelo próprio avô, com quem chega a presenciar um show de rua da veterana Ginette. Édith vem a enfim se encontrar como apresentadora e locutora televisiva, onde é reconhecida vagamente por Francis - em cena que revela a amargura pessoal dele: ele sabe e nem mesmo esconde dos amigos que Véronique está gestando um filho concebido fora de um casamento aparentemente ainda mantido, mas já por aparências. 
Em paralelo, a preocupação com os problemas de saúde (não detalhados) de Sarah Glenn e um certo declínio de sua carreira nos Estados Unidos reaproximam Jason Glenn do pai Jack, mas tamanho foco na irmã o faz brigar com um anônimo - enquanto ela própria, mãe de um garoto de 15 anos, já passou por quatro divórcios. Ela deliberadamente prefere não tratar-se, temerosa do que possa descobrir, mas reflete sobre a sugestão de Jason em relançar-se na França, onde o prestígio da cantora (mencionado como equiparável aos Beatles na década de 1960) seguia intacto.
Robert Prat e seus amigos se entregam de vez a orgias com troca de prostitutas, como na comemoração de um aniversário de Francis, embora o aflorado niilismo de Jacques as espante - em cena onde se revela que Francis também arruinara seu casamento com Véronique por focar-se excessivamente na sua profissão. Após o incidente, ele e Robert conseguem um encontro com Édith. Diante da revelação dela de que provém de Dijon, Robert lembra de onde a achara familiar ao vê-la na televisão, recordando-os de terem partilhado outrora o mesmo vagão de trem quando eles voltavam da Argélia. 

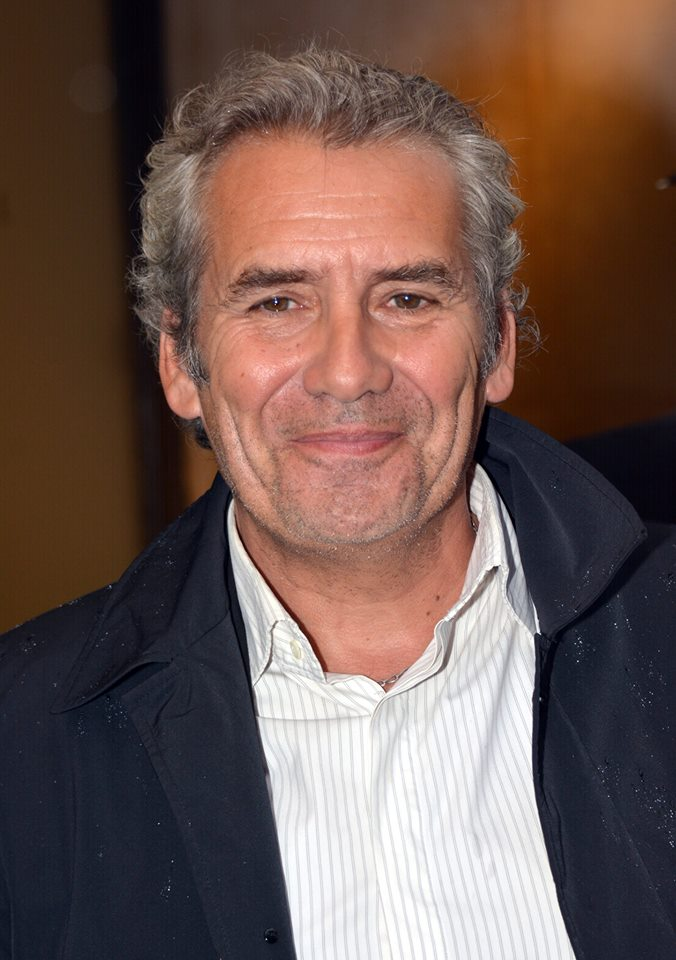
O francês Manuel Gélin interpreta Patrick Prat, o jovem cantor francês que acompanha Sarah Glenn nos vocais do Bolero de Ravel.

Jason Glenn tenta o suicídio com overdose de medicamentos da irmã, que suplica a um certo Bobby para acompanha-la no hospital. Bobby, que a princípio parece ser um amante de Sarah, especialmente ao surgir despido, não demonstra comoção, justificando que a relação estava acabada. Quando a câmera enfim foca em seu rosto, revela-se que Bobby (Ernie Garrett) trata-se do outrora anônimo que havia discutido com Jason nos bastidores de um ensaio de Sarah, confirmando-se de vez a homossexualidade de Jason para o espectador. Jacques também tenta suicidar-se, levando Francis a visitar sem aviso Robert para convoca-lo a uma vigília pelo amigo - descobrindo ele então que Robert conseguira desenvolver um romance com Édith, ainda que ela já estivesse insatisfeita àquela altura com a inexpressividade afetiva e visíveis segredos dele. Ela rompe ali mesmo a relação diante da hesitação de Robert (por sua vez ciente do igual interesse que Francis tinha por ela) em assumi-la para o próprio amigo.   
Jason eventualmente se recupera e acompanha a irmã no relançamento francês da carreira dela, onde se agenda apresentações por todo um mês no cabaré parisiense Le Lido. Patrick Prat e Nicole Croisille fazem audições (usando a canção "Les uns et les autres", que dá nome original ao filme) pela vaga a uma dupla com Sarah e o jovem termina escolhido. A parceria parece se estender para além da música, em encontro de bar embalado pelo acordeonista cego que no passado tocara com os avós paternos biológicos do garoto. Na cena seguinte, essa ligação familiar vem à tona, quando o já idoso Michel adquire um livro de Robert Prat pela foto deste na capa - constatando-se a notável semelhança física com Simon Meyer, algo a assombrar também a idosa Carole, com quem Michel mora; padrinhos do casamento dos Meyer, ambos ainda guardam retratos dos amigos. O ex-maestro logo trata de marcar um encontro pessoal com Robert, levando-lhe antigas fotos dos pais biológicos deste.
Contudo, àquela altura ninguém da velha guarda do Folies Bergère ainda possuía contato com Anne Meyer, tampouco os amigos que ela fizera em Igney-Avricourt, visitados por Robert na companhia dos pais adotivos. Os moradores locais sabem apenas que Anne vinha desenvolvendo demência e, outrora visitante quinzenal na região, não é vista por ali já havia dois anos. O padre Antoine chega a teorizar que o gosto profundo do filho de Robert por música parece enfim se explicar, agora que se sabe do passado musical dos pais biológicos do advogado.

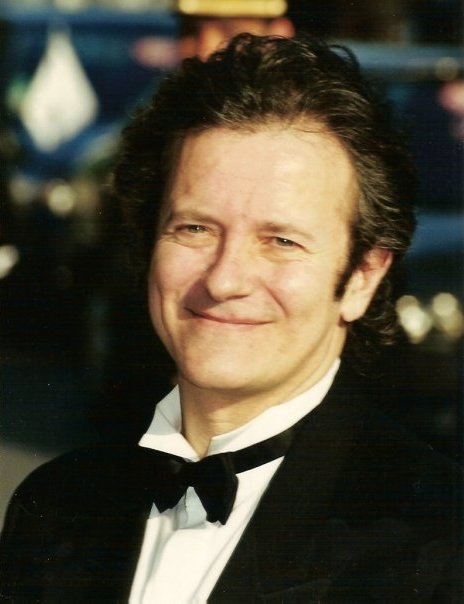
O francês Francis Huster interpreta o coadjuvante Francis, médico francês amigo de Robert Prat desde a Guerra da Argélia e eventualmente revelado como narrador do filme.

Stéphane Blanque (Bernard-Pierre Donnadieu), membro da Cruz Vermelha e do UNICEF, requisita então diversos personagens para um evento beneficente em Paris. Ele sonda primeiramente Sarah Glenn no Lido, aproveitando-se da estadia temporária dela por lá - e também a de Karl Kremer, em cena que este filma no topo do Arco do Triunfo para um documentário autobiográfico. Indagado sobre qual a razão de sua geração parecer mais feliz na década de 1980 do que a própria juventude da época, Karl sugere que isso se dá por ter conhecido a guerra e que depois dela, "todo o resto é bom".
O próximo artista abordado por Stéphane é Sergei Itovitch, em pleno ensaio deste com a própria filha, Nadia (também interpretada por Rita Poelvoorde). Édith vem a participar como apresentadora para divulgação televisiva do evento idealizado por Stéphane. Em paralelo, Robert Prat usa toda a sua rede de contatos para localizar a mãe, inclusive no exterior. Quando a busca também abrange asilos mentais, ela é enfim encontrada. 
Anne Meyer já não consegue reconhecer o filho e passa a ser atenciosamente cuidada por ele, acompanhando-o junto com os amigos deste na plateia presencial do evento - onde o neto Patrick cantará ao lado de Sarah Glenn os vocais do Bolero de Ravel regido por Karl Kremer diretamente da Torre Eiffel para o número de balé protagonizado por Sergei Itovitch no Trocadéro. 
Retoma-se a cena que abre o filme, reunindo-se todas as histórias principais. Nos bastidores, Stéphane e Édith flertam; Magda Kremer retribui o olhar orgulhoso do marido Karl; Sergei e Anne são observados com atenção pelos respectivos filha e filho, em contraste com o niilista Jacques, que chega a dormir. Outros personagens ligados direta ou indiretamente aos artistas os acompanham por rádio (como o encarcerado Richard) ou pela televisão, casos dos pais adotivos de Robert e da ex-esposa Éva; de Carole com Michel; de Tatiana com Alexis; de Véronique; e de Jason Glenn, que aparentemente iniciou relação amorosa com o diretor do Lido (interpretado por Jean-Claude Brialy), assim como o pai Jack aparece com uma nova namorada (interpretada por Sharon Stone).

### Epílogo

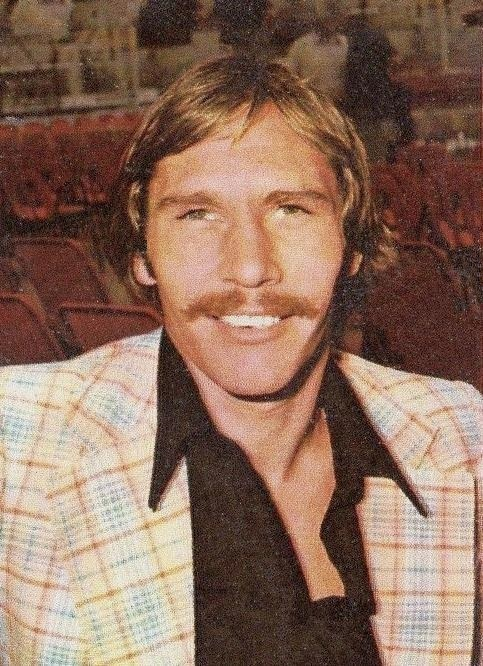
O francês Jean-Claude Bouttier, pugilista na vida real, interpreta o lutador francês Philippe Rouget, cuja sorte na disputa pelo cinturão nacional do peso-médio define simbolicamente os rumos de si e dos amigos feitos na Guerra da Argélia.

Sob o letreiro dos créditos, Patrick Prat, Sarah Glenn, Karl Kremer, Sergei Itovitch e Édith se curvam no Trocadéro para os aplausos do público presencial, que se mistura na retirada; na manhã seguinte, helicópteros e um comboio de caminhões da Cruz Vermelha circulam por Paris, sugerindo uma arrecadação exitosa do espetáculo.

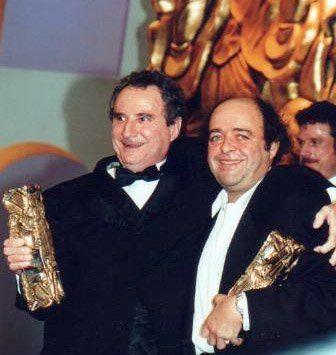
O francês Jacques Villeret (à direita) interpreta o criador de cavalos francês também chamado Jacques, o rico niilista do grupo de amigos veteranos da Argélia.

## Elenco

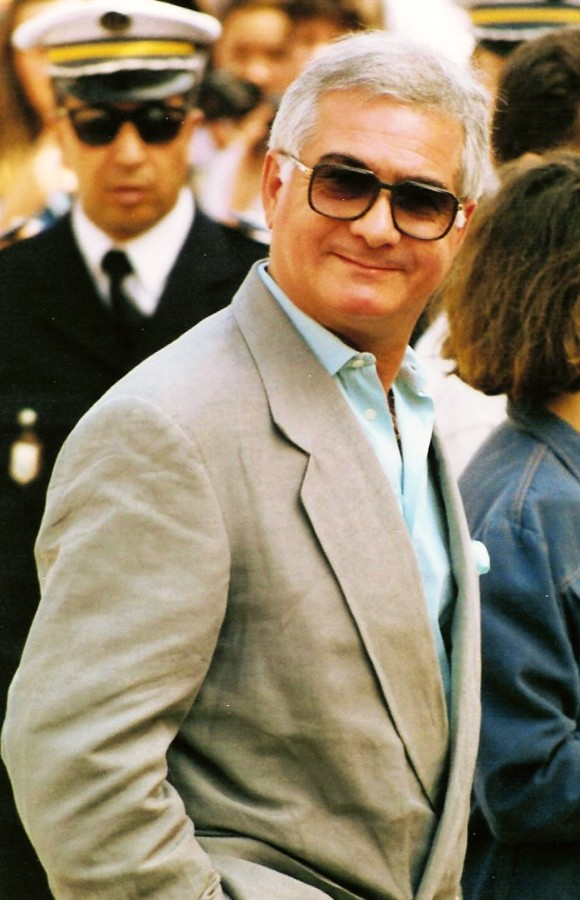
O francês Jean-Claude Brialy interpreta o diretor do cabaré real Le Lido, onde Sarah Glenn relança a carreira.

- Robert Hossein... Simon Meyer e David Meyer/Robert Prat
- Nicole Garcia... Anne Meyer
- Geraldine Chaplin... Suzanne Glenn e Sarah Glenn
- James Caan... Jack Glenn e Jason Glenn
- Daniel Olbrychski... Karl Kremer
- Jean-Claude Bouttier... Philippe Rouget
- Jorge Donn... Boris Itovitch e Sergei Itovitch
- Rita Poelvoorde... Tatiana Itovitch e Nadia Itovitch
- Macha Méril... Magda Kremer
- Évelyne Bouix... Évelyne e Édith
- Francis Huster... Francis
- Raymond Pellegrin... Raymond
- Paul Préboist... avô de Édith
- Marthe Villalonga... avó de Édith
- Jean-Claude Brialy... diretor do Lido
- Fanny Ardant... Véronique
- Jacques Villeret... Jacques
- Richard Bohringer... Richard
- Nicole Croisille... ela mesma
- Ginette Garcin... Ginette
- Nicole Daresco... Gina
- Jean-Pierre Kalfon... Padre Antoine
- Geneviève Mnich... Jeanne
- Alexandra Stewart... Alexandra
- Éva Darlan... Éva
- Manuel Gélin... Patrick Prat
- Candice Patou... Candice
- Maïa Simon... Isabelle Prat
- Féodor Atkine... Alexis
- Bernard-Pierre Donnadieu... Stéphane Blanque
- Ernie Garrett... Bobby
- Georges Rabol... Michel
- Hattie Winston... Emma
- Francis Lai... acordeonista cego
- Sharon Stone... namorada final de Jack Glenn

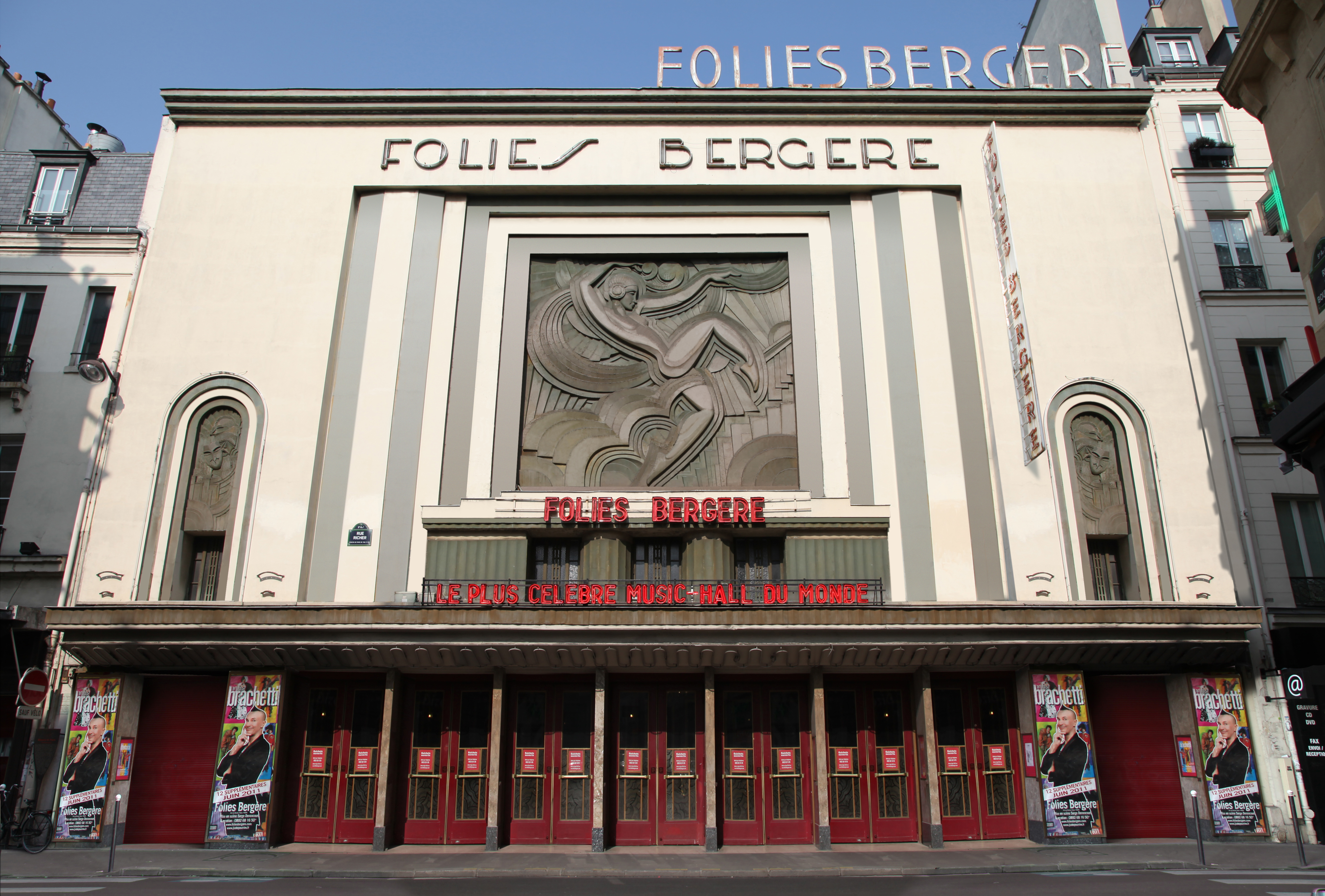
Fachada do cabaré real Folies Bergère, onde os protagonistas da primeira história francesa trabalhavam.

## Inspirações reais
Normalmente aponta-se que Josephine Baker, Édith Piaf, Herbert von Karajan, Glenn Miller e Rudolf Nureyev foram os artistas que inspiraram algumas das histórias do filme. Baker aparentemente é a inspiração da dançarina negra Carole; Piaf, de Sarah Glenn, cujo envelhecimento precoce (a marcar a cantora francesa) é explicitamente mencionado em dados momentos; Karajan, de Karl Kremer; Miller, de Jack Glenn; e Nureyev, de Sergei Itovitch - em triste coincidência após o lançamento do filme, tanto o bailarino soviético real como o ator que interpreta Sergei (o argentino Jorge Donn, também prestigiado bailarino na vida real) faleceram precocemente no início da década de 1990 por complicações da AIDS.

## Outras versões
A televisão francesa chegou a exibir uma versão de seis horas das filmagens, em formato de minissérie, na qual desenvolveu-se com mais profundidade os personagens Richard (Richard Bohringer) e Véronique (Fanny Ardant).